# ديفيد جونستون (لاعب كريكت)
ديفيد جونستون (10 يوليو 1955 في أستراليا - ) (بالإنجليزية: David Johnston)‏ هو لاعب كريكت أسترالي.

## وصلات خارجية
- ديفيد جونستون (لاعب كريكت) على موقع إي آس بي آن كريك إنفو (الإنجليزية)